# Jaltomata cajacayensis
Jaltomata cajacayensis ist eine Pflanzenart aus der Gattung Jaltomata in der Familie der Nachtschattengewächse (Solanaceae). Sie ist nur von einem einzigen Standort in Peru bekannt und wurde 2000 erstbeschrieben.

## Beschreibung

### Vegetative Merkmale
Jaltomata cajacayensis ist ein bis zu 1,1 m hoch werdender Strauch, dessen verholzter, drehrunder und unbehaarter Stamm an der Basis einen Durchmesser von mindestens 1,5 cm haben kann. Die jungen Zweige, die Blütenstandsstiele, Blütenstiele und die Außenseiten der Kelche sind filzig behaart, die Trichome sind unverzweigt, werden bis zu 3 mm lang, stehen aufrecht und haben eine drüsige Spitze.
Die Laubblätter stehen gegenständig, oftmals paarweise, die Blattspreite ist eiförmig oder dreieckig und wird bis zu 9 cm lang und 10 cm breit. Beide Seiten sind mit einfachen, drüsigen Trichomen behaart. Der Blattrand ist eingerollt, mit bis zu fünf Paaren breiter, abgerundeter Zähne geschwungen oder gezähnt. Der Blattstiel wird bis zu 3,2 cm lang.

### Blütenstände und Blüten
Die Blütenstände stehen in den Achseln oder seltener in einer Verzweigung der Sprossachse. Es sind Dolden, die aus sechs bis 14 Blüten bestehen. Der Blütenstandsstiel wird bis zu 15 mm, die Blütenstiele bis zu 20 mm lang.
Der Kelch ist zur Blüte grün gefärbt und misst von der Basis bis zu den Spitzen der Kelchzipfel 3 bis 4 mm lang. Der Rand des Kelches ist bewimpert, die Trichome sind verzweigt und 0,25 mm lang und drüsig und dann bis 1 mm lang. Auf der Innenseite des Kelches befinden sich bis zu 4 mm lange Trichome. Zur Fruchtreife vergrößert sich der Kelch auf einen Durchmesser von 13 mm und ist sternförmig.
Die Krone besteht aus einer kurzen Kronröhre und einem zurückgebogenen Kronsaum. Sie ist matt olivgrün gefärbt, in der Kronröhre befinden sich jeweils neben der Mittelader des Kronblattes zwei dunkelgrüne Zeichnungen, die Öffnung der Kronröhre ist von einem schmalen violetten Ring umgeben. Am Kronsaum stehen fünf große Kronzipfel, zwischen denen fünf kleinere Zipfel stehen. Die Kronröhre hat einen Durchmesser von 1,5 bis 2 mm und eine Länge von 6,5 bis 8 mm, der Kronsaum hat einen Durchmesser von 10,3 bis 19,2 mm. Die Innenseite der Kronröhre ist unbehaart. Der Kronsaum ist fein behaart, die Trichome sind einfach und 0,21 bis 0,5 mm lang sowie drüsig und 0,15 bis 1,2 mm lang. Der Rand der Krone ist bewimpert, diese Trichome sind bis zu 0,6 mm lang. Auf beiden Seiten des Kelches sowie auf der Außenseite der Krone finden sich zudem 75 bis 90 µm lange, vielzellige, drüsige Trichome.
Die Staubblätter sind 7 mm lang, die Staubfäden sind am unteren Fünftel filzig mit violetten, bis zu 1,5 mm langen Trichomen behaart, wobei die Länge der Trichome zu den Staubbeuteln hin abnimmt. Die Staubbeutel sind cremefarben, und 1 bis 2,1 mm lang. Der Griffel ist 3,5 bis 10 mm lang und endet in einer dunkelgrünen, köpfchenförmigen, 0,5 bis 0,9 mm breiten Narbe, die etwa 5,5 mm vor den Staubbeuteln steht. Die Narbe ist mit etwa 45 µm großen Papillen besetzt. Das Nektarium ist eine Scheibe, die sich um den Fruchtknoten wölbt.

### Früchte und Samen
Die Früchte sind orange Beeren, die nahezu kugelförmig sind und einen Durchmesser von 5 bis 9 mm erreichen. Sie enthalten zahlreiche Samen, die nahezu dreieckig bis nierenförmig und grubig sind und eine Größe von 1,4 bis 1,7 × 1,1 bis 1,3 mm erreichen und 0,5 bis 0,55 mm dick sind.

## Vorkommen
Die Art ist nur von einem Standort in der Nähe der Ortschaft Cajacay im peruanischen Departement Ancash bekannt. In Quechua wird die Pflanze „musho“ genannt.

## Verwendung
Die Früchte der Art werden als Obst gegessen, aus den Blättern und den Blüten wird ein Tee hergestellt, der als Medizin gegen Magenschmerzen, Durchfall und zur Regulierung der Menstruation genutzt wird. 